# Ladislav Töpfer
Ladislav Töpfer (8 de agosto de 2000) es un deportista de la República Checa que compite en atletismo. Ganó una medalla de plata en el Campeonato Europeo de Atletismo Sub-20 de 2019, en la prueba de 4 × 400 m.